# Gnoma luzonica
Gnoma luzonica es una especie de escarabajo longicornio del género Gnoma, tribu Gnomini, orden Coleoptera. Fue descrita científicamente por Erichson en 1834.

## Descripción
Mide 14,5-23 milímetros de longitud.

## Distribución
Se distribuye por Filipinas.